# Jackie Cerone
Jackie Cerone eigentlich John Philipp „Jackie The Lackey“ Cerone (* 7. Juli 1914; † 26. Juli 1996) war ein italo-amerikanischer Mobster und Ende der 1960er Jahre Oberhaupt des Chicago Outfit.

## Biografie
Jackie war das Kind von John Cerone Sr. und Rose Valant; er war der jüngere Bruder von Frank "Skippy" Cerone, der auch Vollmitglied der amerikanischen Cosa Nostra wurde. Jackie war groß und kräftig gebaut, was ihn zu einem geeigneten „Enforcer“ (engl.: Durchsetzer, Vollstrecker für die Mafia) machte und zu zahlreichen Festnahmen führte; u. a. wegen bewaffneten Überfalls, illegalem Glücksspiel und Wettannahmen, Unterschlagung. Er wird mit dem Mord an dem Kredithai William „Action“ Jackson in Verbindung gebracht.
Während der 1950er Jahre war Cerone Fahrer von Anthony Accardo und wurde danach insbesondere durch Sam Giancana gefördert. Zugeordnet war er der Elmwood Park Crew, einer Streetcrew des Outfit, deren Anführer (Caporegime) er wurde. Sein Einflussgebiet im Westen Chicagos erstreckte sich etwa von Chicago River West über Harlem Avenue bis hin zum nördlichen Eisenhower Expressway.
1967 wurde er Nachfolger von Sam Battaglia als Oberhaupt des Chicago Outfit – angeblich sollen Paul Ricca und Anthony Accardo die Sommermonate gebraucht haben, um sich für Cerone zu entscheiden – da dieser 1966 inhaftiert worden war.
Dieses sollte auch Cerone passieren, denn zu diesem Zeitpunkt hatte das FBI ihn und andere  bereits im Visier und konnte im Gefängnis einen Informanten zu gewinnen. Louis "Lou" M. Bombacino war im Juli 1965 wegen Raubüberfalls inhaftiert worden und wurde nun als Buchmacher in die Kreise des Outfit eingeschleust, was er bis Sommer 1967 ausübte. Danach brauchte die Staatsanwalt bis 1969 um den Fall gerichtsfest zu machen und die Aussagen von "Lou" spielten dabei eine wichtige Rolle. Am 19. August 1968 begann dann der Prozess gegen Jackie Cerone, Joe Ferriola, Don Angelini, Dom Cortina, und Frank Aurelio und endete am 9. Mai 1970. Aus den ursprünglichen fünf Jahren Haft für jeden der Beteiligten wurden dann de facto nur drei Jahre; aber der Pentito Bombacino wurde am 6. Oktober 1975 mit einer Autobombe in die Luft gesprengt.
1986 wurde Cerone zusammen mit Joseph Aiuppa, Joseph Lombardo, Angelo LaPietra, Milton J. Rockman und Carl DeLuna wegen der finanziellen Abschöpfung von Kasinos in Las Vegas in Höhe von zwei Millionen US-Dollar verurteilt. 1996 wurde er kurz vor seinem Tod freigelassen.